# Sankt Markuslejonet

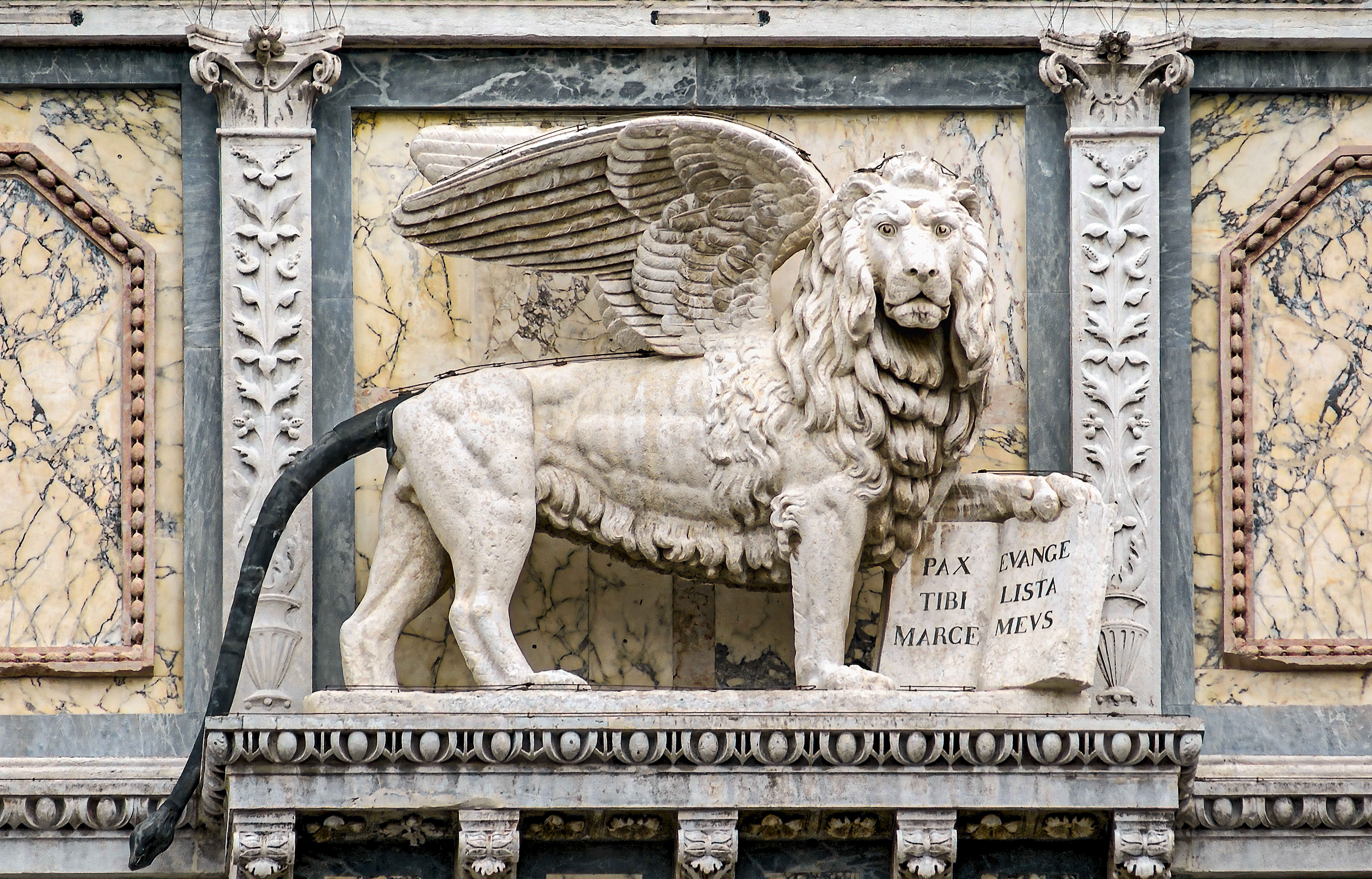
Relief i Venedig föreställande Sankt Markuslejonet. PAX TIBI MARCE EVANGELISTA MEVS

Sankt Markuslejonet eller Markuslejonet är en symbol för evangelisten Markus. I illustrationer av evangelisten är lejonet hans attribut. Lejonet är bevingat och avbildas vanligtvis med en öppen bok.  

## Sankt Markuslejonet och Venedig

Sankt Markuslejonet avbildat på republiken Venedigs flagga.

Sankt Markus är den italienska staden Venedigs skyddshelgon och när staden från 600-talet till år 1797 utgjorde en självständig maritim stat under namnet republiken Venedig ingick lejonet i statens flagga. Idag förekommer lejonet bland annat i det italienska Venetos regionsflagga. Lejonet förekommer även på målningar och som skulptur och relief på flera byggnader i Venedig och dess tidigare besittningar längs den östra adriatiska kusten i dagens Kroatien.

### Fotnoter
1. ↑  Ikonostasion.com
2. 1 2  Crwflags.com (engelska)